# 亞士厘道

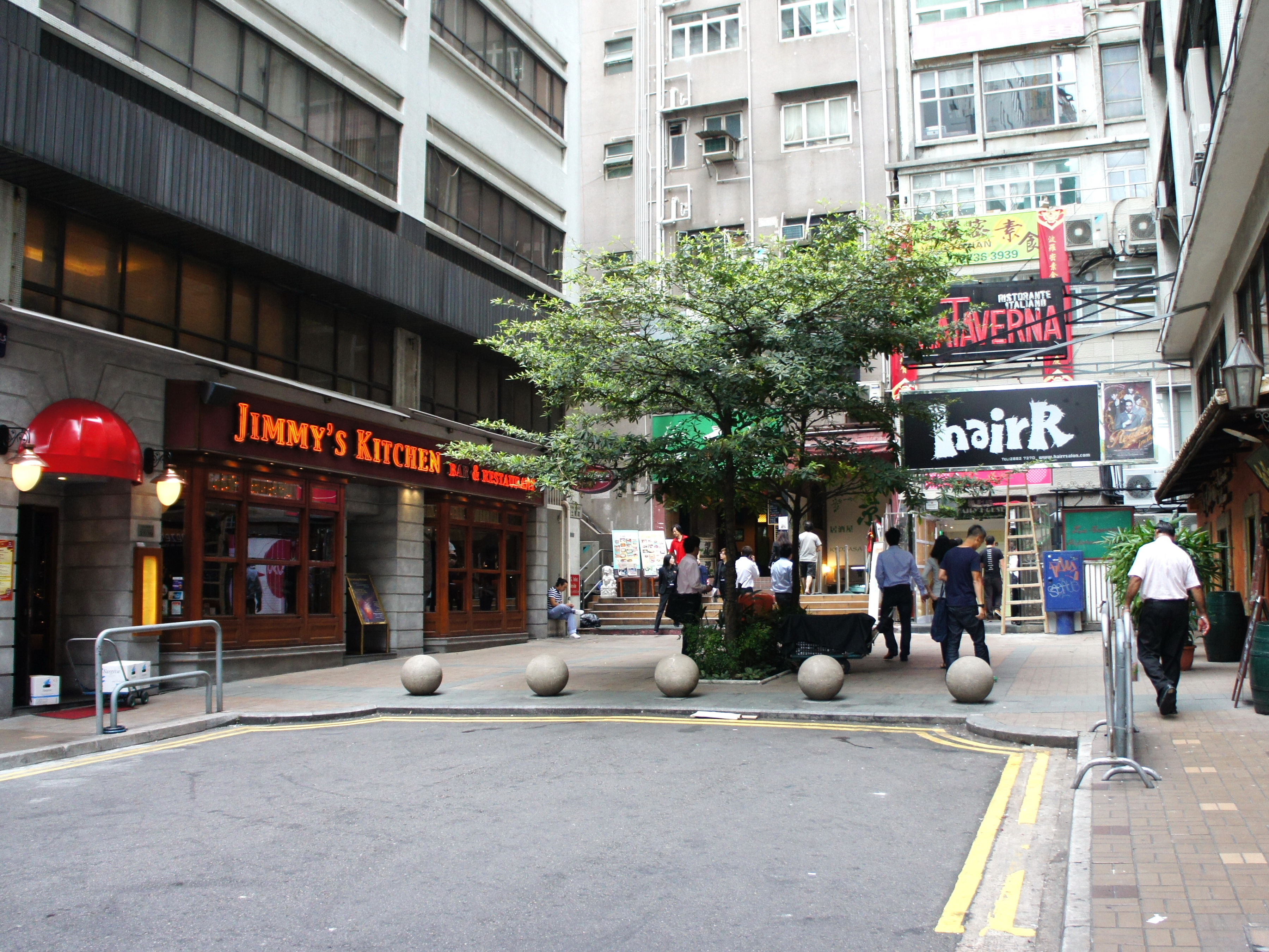
亞士厘道北端的景觀

亞士厘道（英語：Ashley Road）位於香港九龍，是油尖旺區尖沙咀的一條掘頭路，以近英國曼徹斯特機場的車士打郡亞士厘地區命名。道路南至中間道，北面是掘頭的，在廣東道和彌敦道，是九龍區其中一條商舖林立的街道，全長只有260米。

## 規劃及現況
亞士厘道是尖沙咀的一個主要飲食區，有超過三十間各式的食肆。在其北段末端的寶豐大廈有行人通道連接海防道。為吸引更多人流，香港政府規劃署曾建議將該條道路的北段改建成園景廣場。

## 資料來源
1. ↑  . 尖沙咀地區改善計劃行政摘要. 2007  [2011-10-26]. （原始内容存档于2019-12-16）.

## 外部連結
维基共享资源上的相關多媒體資源：亞士厘道
22°18′38.577″N 114°10′15.7938″E / 22.31071583°N 114.171053833°E